# Artur van den Eynde
Artur van den Eynde (Santander, 1945 – Barcelona, 4 de març de 2003), conegut com a Aníbal Ramos, fou un polític espanyol.
Va abandonar Santander per estudiar arquitectura a Madrid, primer, i a Barcelona, després. A la Universitat de Barcelona participà en la fundació del Sindicat Democràtic d'Estudiants (SDEUB), que desafiava el sindicalisme únic i vertical falangista. Arran d'aquesta experiència s'integrà en el Front Obrer de Catalunya (FOC). Quan el Front es dissolgué, passà al grup "Comunisme", que aplegava bona part del trotskisme català. Havia entrat en contacte amb el trotskisme francès a principis dels anys 1970 i l'impactà les experiències dels trotskistes polonesos, hongaresos i txecs.
El 1974 participà en la fundació del Partido Obrero Revolucionario de España (PORE), de què fou el dirigent històric.
El 1980 escrigué "Anticarrillo", on denunciava l'actitud de l'eurocomunisme espanyol durant la reforma post-franquista. Col·laborà activament amb els nuclis trotskistes clandestins vinculats a la lluita obrera del sindicat polonès Solidarność. El 1984 reprengué l'anàlisi marxista de la transició espanyola amb Ensayo general (1974-1984). Dirigí la revista electrònica Sin Muro. Provà de vincular el moviment trotskista amb el moviment anti-mundialització i el Fòrum Social Mundial (FSM).
Altres obres seves són: Petit vocabulari polític del marxisme (1998), Globalització. La dictadura mundial de 200 empreses (1999). Aquests últims estan editats per l'editorial Edicions de 1984.
És pare de l'advocat Andreu van den Eynde i germà del polític Eduardo van den Eynde.